# Fidibushobel

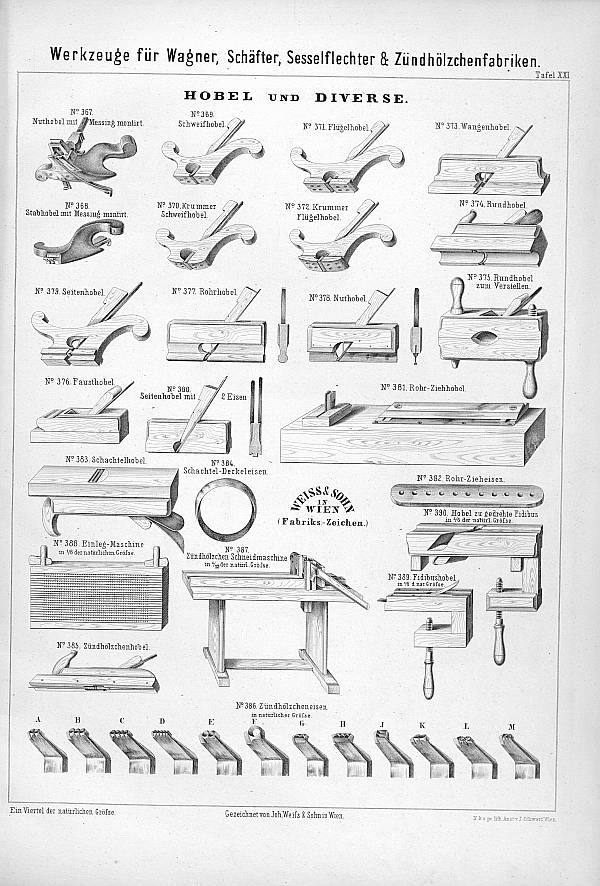
Seite aus dem Werkzeugkatalog der Firma Joh. Weiss & Sohn in Wien von 1861. Die Nummern 389 und 390 zeigen Fidibushobel

Der Fidibushobel ist ein Hobel zur Herstellung von Fidibussen.
Der Hobel produziert gleichmäßige, spitz zulaufende, helixförmige Holzspäne, die vor der Verbreitung von Streichhölzern im Haushalt als Anzündhilfe zur Übertragung von Flammen verwendet wurden. Bei diesem Hobel ist also der Span das Erzeugnis und kein Abfall. Das verwendete Holz ist Ausgangsmaterial, das verbraucht wird und kein Werkstück.

## Aufbau
Fidibushobel gibt es in zwei Varianten, als handgeführter Hobel, bei dem der Hobel über das Material geführt wird und solchen, die am Tisch oder der Werkbank befestigt werden. Bei letzteren liegen Schneide und Sohle im montierten Zustand oben. Die Hobelsohle ist über die gesamte Länge mit einer Nut oder einem Anschlag zur Materialführung versehen.
Fidibushobel haben ein schräg gestelltes Hobeleisen, das einen helixförmigen Span erzeugt. Der Spanauslass befindet sich seitlich und ist oft recht groß, um ein freies Ablaufen des Spans zu erlauben.
Der Hobelkörper besteht aus Holz, selten aus Gusseisen. Zur Befestigung haben manche dieser Hobel eine integrierte Zwinge. Andere Modelle haben auf der Unterseite einen Absatz, der an der Tischkante eingehängt wird. Der Absatz wird beim Benutzen gegen den Tisch gedrückt, so dass der Hobel nicht verrutscht. Die einfachsten Varianten haben keine Befestigungshilfe. Sie werden zur Verwendung im Schraubstock oder der Spannzange einer Hobelbank eingespannt.

## Gebrauch
Als Ausgangsmaterial werden Bretter oder Leisten aus weichen, harzreichen Nadelhölzern wie Kiefer oder Fichte verwendet. Das Holz muss durch die Führungsnut der Hobelsohle passen.  Ferner sollte das Holz einen geraden Faserverlauf haben und frei von Ästen sein.
Der Hobel produziert einen langen, gleichmäßigen Span, der sich zu einer spitz zulaufenden Helix einrollt. Dieser Span kann nun als Fidibus verwendet werden, um eine Flamme im Haushalt zu transportieren.